# Compsomyces
Compsomyces — рід грибів родини Laboulbeniaceae. Назва вперше опублікована 1894 року.

## Класифікація
До роду Compsomyces відносять 7 видів:
- Compsomyces insignis
- Compsomyces lestevi
- Compsomyces macropoda
- Compsomyces palameni
- Compsomyces platensis
- Compsomyces stilicopsis
- Compsomyces verticillatus